# Driedijk
Driedijk of De Driedijk is een buurtschap in de gemeente Terneuzen in de Nederlandse provincie Zeeland. De buurtschap, in de regio Zeeuws-Vlaanderen, ligt ten zuiden van Hoek en ten noorden van Mauritsfort. Driedijk bestaat tegenwoordig uit de straat Mauritsfort. Voorheen bestond de buurtschap uit de weg Driedijk, die Hoek met Mauritsfort verbond. Het noordelijkste deel van deze weg, en dus het noordelijke deel van de buurtschap Driedijk, werd gesloopt tijdens de aanleg van de Hoofdweg (N61). Het zuidelijkste deel van de kronkelige weg bestaat nog steeds, maar heet nu Mauritsfort en ligt rond de bushalte Mauritsfort. De huidige buurtschap bestaat uit ongeveer 10 huizen. 
De Driedijk is wellicht vernoemd naar de samenkomst van drie dijken op dit punt, waaronder de Kouden Poldersche Dijk en de dijk tussen de Koudenpolder en de Nieuw-Westenrijkpolder.
De postcode van Driedijk is 4542, de postcode van Hoek.
Steden: Axel · Biervliet · Philippine · Sas van Gent · Terneuzen

Dorpen: Hoek · Koewacht · Overslag · Sluiskil · Spui · Westdorpe · Zaamslag · Zandstraat · Zuiddorpe

Buurtschappen: Den Abeele · Altena · Axelschestraat · Batterij · Berdelingebuurte (deels) · Boerengat · Bontekoe · Boschdorp · Boschdorp · Bouchauterhaven · Cootjesdorp · De Sluis · Driedijk · Driekwart · Drieschouwen · Driewegen · Eendragt · Het Fort · Fort Ferdinandus · Griete · Hasjesstraat · Haven (deels) · Hazelarenhoek · Het Zand · Hoek van de Dijk · Holleken (deels) · Hoogedijk · Isabellahaven · Kampersche Hoek · Kijkuit · Klein Gent · Knol · De Kraag · Kruispad · Kwakkel · Magrette · Mauritsfort · Molenhoek · De Muis · Nieuwemolen · Nieuwlandse Molen · Othene · Oude Molen · Oude Polder · Paradijs · Passluis · Poonhaven · Posthoorn (deels) · De Put · De Ratte · Reedijk · Reuzenhoek · Rijgerij · Roodesluis · Schaapdijk · Schapenbout · Sint Andries · Steenovens · De Sterre · Stoppeldijkveer (deels) · Stroodorpe · Vaartwijk · Vaatje · Val · Varempé · Waterhuis · Watervliet · Wouterij · Wulpenbek · Zaamslagveer · Zandplaat · Zwartenhoek

Streekje: Tweekwart

Historische plaatsen: Axelsche Sassing · Noordhoek · De Stuiver · Triniteit · Vingerling

Zeeland: Steden en dorpen in Zeeland      Nederland: Provincies · Gemeenten